# Спрингфілд (Вермонт)
Спрингфілд (англ. Springfield) — місто (англ. town) в США, в окрузі Віндзор штату Вермонт. Населення — 9062 особи (2020).

## Географія

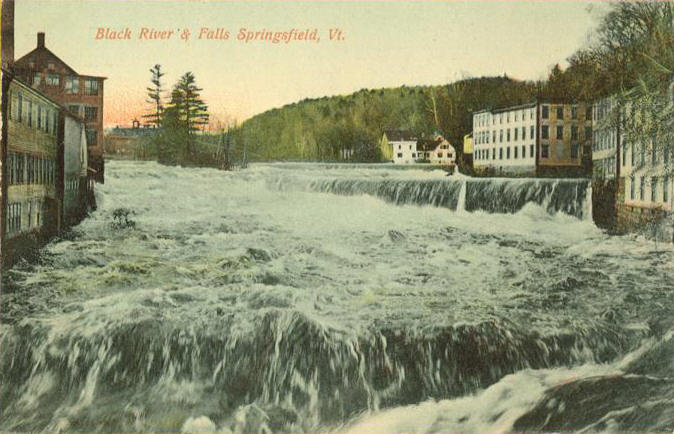
Річка Блек в 1910 р.

Місто, що носить одне з найпоширеніших назв в США, розташоване в південно-східній частині штату. Через Спрингфілд протікає річка Блек, що має в цьому місці дуже швидку течію з каскадом з більш ніж п'ятдесяти водоспадів (ухил становить 167 метрів на кілометр) Площа міста складає 128,1 км², з яких 0,4 км² займають відкриті водні простори. Через Спрингфілд проходять великі автомагістралі I-91 і US 5. Місто обслуговує аеропорт, що є найстаріший аеропорт у штаті.

## Історія

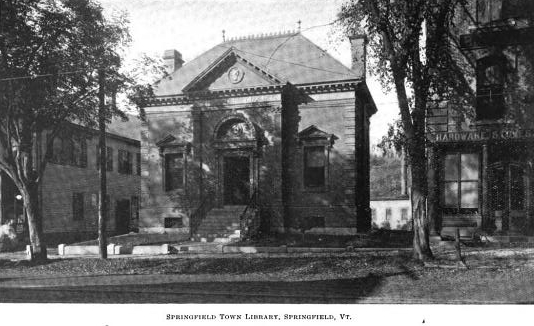
Міська бібліотека, 1899

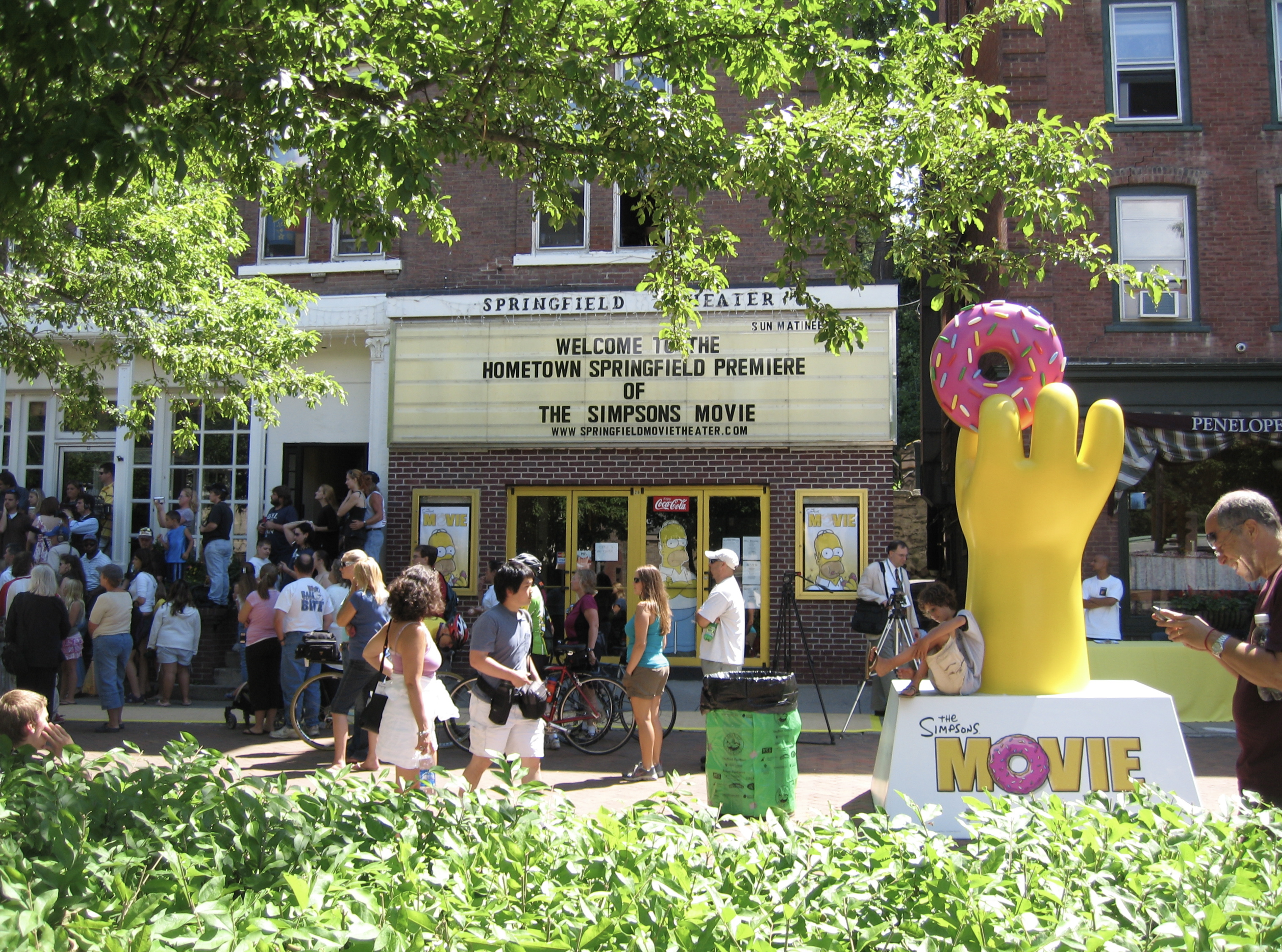
Світова прем'єра мультфільму «Сімпсони в кіно», 10 липня 2007 р.

Територія нинішнього Спрингфілда була одним з Нью-Гемпшірскіх земельних ділянок. Місто було засноване у місці впадання річки Блек в Коннектикут і визнане губернатором Нью-Гемпшира Бенінгом Вентвортом 20 серпня 1761. Завдяки швидкоплинній річці Блек Спрингфілд швидко розрісся і тепер центр міста розташований вже в шести кілометрах (по прямій) від гирла річки. У 1774 році в місті відкрилася перша лісопильня. У 1888 році до Спрингфілду переїхала промислова компанія Jones and Lamson Machine Tool Company (J & L) під керівництвом відомого винахідника та інженера Джеймса Гартнеса. Інший винахідник, Едвин Феловз, заснував свою компанію Fellows Gear Shaper Company тут в 1896 році. На початку XX століття в місті продовжили утворюватися промислово-виробничі компанії: Bryant Chucking Grinder Company (1909), Lovejoy Tool, Springfield Telescope Makers (1920) найстаріша в США компанія по виробництву аматорських телескопів.
Під час Другої світової війни всі підприємства міста перейшли на виконання військових замовлень, у зв'язку з чим Спрингфілд був позначений урядом на сьомому місці у списку «Цілей, бомбування яких противником найбільш імовірна».
У 2003 році в Спрингфілді відкрилася в'язниця Southern State Correctional Facility місткістю 400 осіб.
10 липня 2007 в Спрингфілді пройшла світова прем'єра мультфільму «Сімпсони в кіно»: вермонтського місту довелося поборотися за це право з тринадцятьма іншими американськими Спрингфілдами.

## Демографія
Згідно з переписом 2010 року, у місті мешкали 9373 особи в 3903 домогосподарствах у складі 2458 родин. Було 4324 помешкання
Расовий склад населення:
| - 95,9 % — білих - 0,8 % — чорних або афроамериканців - 0,7 % — азіатів - 0,2 % — корінних американців |

До двох чи більше рас належало 1,9 %. Частка іспаномовних становила 1,6 % від усіх жителів.
За віковим діапазоном населення розподілялося таким чином: 20,7 % — особи молодші 18 років, 61,5 % — особи у віці 18—64 років, 17,8 % — особи у віці 65 років та старші. Медіана віку мешканця становила 43,8 року. На 100 осіб жіночої статі у місті припадало 99,1 чоловіків; на 100 жінок у віці від 18 років та старших — 99,1 чоловіків також старших 18 років.
Середній дохід на одне домашнє господарство становив 55 609 доларів США (медіана — 41 906), а середній дохід на одну сім'ю — 68 133 долари (медіана — 63 844). Медіана доходів становила 40 923 долари для чоловіків та 33 919 доларів для жінок. За межею бідності перебувало 17,4 % осіб, у тому числі 32,2 % дітей у віці до 18 років та 7,0 % осіб у віці 65 років та старших.
Цивільне працевлаштоване населення становило 3954 особи. Основні галузі зайнятості: освіта, охорона здоров'я та соціальна допомога — 30,2 %, виробництво — 14,0 %, роздрібна торгівля — 12,7 %.